# Pakistan Army Retribution

Pakistan Army Retribution — це пакистанська відеогра-шутер від першої особи, заснована на бійні в школі в Пешаварі в 2014 році. Розроблений у рамках мирної кампанії, він мав на меті показати школярам, що «найкраща зброя — це перо та книга». Після негативної рецензії англомовної газети DAWN розробник навмисно видалив гру з Google Play Store.

## Ігровий процес
Pakistan Army Retribution — це шутер від першої особи. Це відбувається під час різанини в школі в Пешаварі в 2014 році, події, які зображує гра.  Після того, як гра почнеться зі виконання державного гімну Пакистану, гравець повинен перемогти терористів Талібану на дев’яти рівнях. Екранні елементи керування дозволяють гравцеві пересуватися, а також стріляти у ворогів. Радар показує, де знаходяться вороги. 

## Розробка та випуск
Pakistan Army Retribution заснована на подіях різанини в школі в Пешаварі 2014 року,  наймасовішого теракту в Пакистані.  Відзначаючи річницю подій, його було розроблено в рамках кампанії «Мирний Пакистан», спрямованої на підтримку миру та толерантності в Пакистані.  Будучи одним із «десятків відео, джинглів і матеріалів у соціальних мережах», Pakistan Army Retribution було розроблено незалежною студією для Android на замовлення армії Пакистану та Ради інформаційних технологій Пенджабу. 

## Прийом і подальше витягування з Google Play
У своєму огляді Мунір Рахул з DAWN критично оцінив графіку та елементи керування грою. Особливо цю тему вважали «поганим смаком». «Будь-яке відтворення різанини того дня здається безглуздим» і ставив під сумнів, чи була гра створена на честь солдат пакистанської армії.  Після огляду люди в Twitter також висловили свою критику на тему гри. 
Після критики в соціальних мережах Умар Саіф, голова Ради інформаційних технологій Пенджабу, добровільно вилучив гру з Google Play Store.  Саіф сказав, що «оглядаючи назад, це було недобре», і що відповідальний розробник неправильно зрозумів намір мирної кампанії.  Він сказав, що гра «відкрила проблему радикалізації» та відкинув питання безпеки.  Він подякував людям за те, що вони вказали на помилку. 